# Kistamási
Kistamási je selo u južnoj Mađarskoj.
Zauzima površinu od 4,38 km četvornih.

## Zemljopisni položaj
Nalazi se na 46° 1' sjeverne zemljopisne širine i 17° 44' istočne zemljopisne dužine. Petan je 500 m jugozapadno, Dopsa je 3 km sjeverozapadno, a Kisdobsza je 4 km sjeverozapadno, Nemeška je 200 m sjeverno, Seđuđ je 3,5 km sjeverno, Molvan je 3 km sjeveroistočno, Obolj je 2,5 km istočno, Várad je 3,5 km jugoistočno, Vujfaluba je 3,5 km južno, a Meljek je 1,8 km jugoistočno.

## Upravna organizacija
Upravno pripada Sigetskoj mikroregiji u Baranjskoj županiji. Poštanski broj je 7981.

## Promet
1 km sjeverno od sela prolazi pruga Barča-Siget. 

## Stanovništvo
Kistamási ima 152 stanovnika (2001.). Mađara je preko 77%. Roma, koji u selu imaju manjinsku samoupravu je preko petine. Preko polovice stanovnika su rimokatolici, 24% je kalvinista.

## Vanjske poveznice
- Kistamási na fallingrain.com